# Thiên hoàng Go-Nijō
Thiên hoàng Go-Nijō (後二条天皇, Go-Nijō-tennō, 9 Tháng 3 năm 1285 - 10 tháng 9 năm 1308) là Thiên hoàng thứ 94 của Nhật Bản theo danh sách kế thừa truyền thống. Ông trị vì từ ngày 02 tháng 3 năm 1301 cho đến ngày 10 tháng 9 năm 1308.

## Phả hệ
Trước khi lên ngôi, ông có tên cá nhân (imina) là Kuniharu -shinnō (邦治親王 ?). Ông là con trưởng của Thiên hoàng Go-Uda, thuộc nhánh Daikakuji của Hoàng gia Nhật.
Năm 1286, ông được phong làm Hoàng tử.
Năm 1296, ông được chú mình là Thiên hoàng Go-Fushimi phong làm Thái tử kế vị.

## Lên ngôi Thiên hoàng
Tháng 2/1301, Thiên hoàng Go-Fushimi thoái vị và Thái tử nhận chiếu kế ngôi
Ngày 2 tháng 3 năm 1301 dương lịch, Thái tử chính thức lên ngôi và lấy hiệu là Go-Nijō. Ông sử dụng lại niên hiệu của ông chú, niên hiệu Shōan (1301-1302)
Cũng giống như cha, Thiên hoàng Go-Nijō hầu như không có quyền lực gì và bị "giam cầm" trong cung đình, không biết nhiều về các sự việc bên ngoài.
Lợi dụng Thiên hoàng không còn quyền lực gì, hai nhánh Daikakuji và Jimyōin tiếp tục tranh chấp quyền thừa kế. Ông nội của ông, cựu Thiên hoàng Kameyama được cho là người điều đình với shikken Mạc phủ để đảm bảo ngôi vua cho ông
Vào ngày 10 tháng 9 năm 1308, Go-Nijō chết vì bệnh tật. Sau khi ông qua đời, nhánh Jimyōin đề cử con trai của Thiên hoàng Fushimi là thân vương Tomihito lên ngôi, hiệu là Thiên hoàng Hanazono

### Kugyō
- Quan bạch: Nijo Kanemoto, 1300-1305
- Quan bạch: Kujo Moronori, 1305-1308
- tả đại thần
- hữu đại thần
- Nội đại thần
- Đại nạp ngôn

### Niên hiệu
- Shōan (1299-1302)
- Kengen (1302-1303)
- Kagen (1303-1306
- Tokuji (1306-1308)

## Gia đình
- Trung cung (Chūgū): Fujiwara no Kinshi (藤原忻子) được biết đến là  Chōrakumon-in (長楽門院), con gái của Tokudaiji Kintaka
- Thượng thị (Shōji 尚侍): Fujiwara Tamako (藤原 頊子) được biết đến là Banshūmon-in（万秋門院; 1268 - 1338), con gái của Ichijō Sanetsune
- Điển thị (Tenji 典侍): Fujiwara Muneko (藤原 宗子) được biết đến là Chunagon'no-tenji (中納言典侍), con gái của Itsutsuji Munechika
  - Hoàng trưởng tử: Thân vương  Kuniyoshi (邦良親王; 1300 - 1326）
  - Hoàng nhị tử: Thân vương Hanamachi-no-miya-Kunimi (花町宮邦省親王; 1302-1375)
- Thượng thị (Shōji 掌侍): Koto Naishi, con gái của Taira Munetoshi
  - Hoàng trưởng nữ: Nội thân vương Benshi (㛹子内親王; 1302 - 1362）later Jyuseimon'in/jyujoumon'in (壽成門院/寿成門院)
- Cung nhân (Miyahoto 宮人): Dainagon-no-tsubone (Fujiwara), con gái của Sanjo Kinyasu
  - Hoàng tam tử: Thân vương tu sĩ Yujo (祐助法親王; 1302 - 1359）
  - Hoàng tứ tử: Thân vương tu sĩ  Shoson (聖尊法親王; 1303 - 1370）
  - Hoàng tam nữ: Nội thân vương Eiko (栄子内親王)
  - Hoàng ngũ nữ: không xác định được
- Cung nhân (Miyahoto 宮人): Mikushige (Fujiwara), con gái của Sanjo Kinchika
  - Hoàng ngũ tử: Thân vương Sonsai (尊済法親王; 1304 - 1329)
- Cung nhân (Miyahoto 宮人): Taira Nobusuke's daughter
  - Hoàng tứ nữ: Nội thân vương Choshi (瑒子内親王)
- Cung nhân (Miyahoto 宮人): Shindainagon-no-Tsubone
  - Hoàng nhị nữ: Nội thân vương Minshi (珉子内親王)